# Monocloruro di iodio
Il monocloruro di iodio è un composto interalogeno biatomico di iodio e cloro, avente formula molecolare ICl. Come altri composti interalogenici è un forte ossidante, corrosivo e molto reattivo. Non è igroscopico, ma è sensibile all'umidità dell'aria, che lentamente lo decompone lasciando sulle pareti del recipiente polvere bianca di anidride iodica I2O5. Attacca vigorosamente il sughero, la gomma e la pelle, causando ferite dolorose. Lo iodio in questo composto è nello stato di ossidazione +1.

## Struttura e proprietà
Come è prevedibile a causa della differenza di elettonegatività tra i due (2,66 e 3,16) la molecola ICl è polare, con l'estremità negativa sull'elemento più elettronegativo, qui il cloro, ed è quindi meglio rappresentabile come Iδ+–Clδ-: il momento dipolare risultante ammonta a 1,207 D. Il legame in questa molecola (232,07 pm), come atteso, è apprezzabilmente più corto della somma dei raggi covalenti di I e Cl (241 pm).
Allo stato solido il cloruro di iodio esiste in due modificazioni cristalline, ICl α e ICl β. Entrambe contengono catene di molecole ICl disposte a zig-zag. Nella forma α si presenta come cristalli aghiformi di color rosso rubino, che fondono a 27,2 °C. Raffreddando il liquido molto lentamente fino a -10 °C si ottiene la forma β (poco stabile) come un solido nero, che poi fonde a 14 °C in un liquido rosso bruno. Il punto di ebollizione a pressione atmosferica (sono riportati valori da 97 a 100 °C) non può essere determinato con precisione perché ICl tende a decomporsi:
2 ICl  ⇄  I2  +  Cl2
In entrambe le forme cristalline sono presenti contatti intermolecolari I-Cl……I-Cl che vanno da 294 a 308 pm, decisamente minori della somma dei raggi di van der Waals di I e Cl (373 pm), come atteso per la presenza di interazioni dipolo-dipolo. 
Il cloruro di iodio ha un forte odore pungente ed è solubile in alcool, etere, solfuro di carbonio, acido acetico glaciale e in soluzioni acquose di acido cloridrico. È solubile anche in diversi altri solventi, nei quali sono stati condotti studi spettrofotometrici UV-Vis su di esso e sui suoi derivati anionici (dicloroiodati, vedi oltre).

## Reattività
Anche in acqua si dissolve, ma dà reazioni di idrolisi e di disproporzione:
ICl  + H2O  →  HIO  + HCl
Questa è analoga alle idrolisi di Cl2, Br2, I2 e BrCl; come per quest'ultimo, l'acido ipoalogenoso formato è quello dell'alogeno meno elettronegativo, qui I.
3 ICl  +  3 H2O  → HIO3  +  3 HCl  +  2 HI
5 ICl  +  3 H2O  →  HIO3  +  5 HCl  +  2 I2
Qui lo iodio(I) passa in parte a I(V) e I(-I), e in parte a I(V) e I(0).
Si ha disproporzione anche in soluzioni di basi forti:
3 ICl  +  6 KOH  → KIO3  +  3 KCl  +  2 KI  +  3 H2O
Trattato con cloro, anche in eccesso, reagisce ossidandosi a I(III) soltanto, formando il tricloruro di iodio, che è l'unico tricloruro tra gli interalogeni (in condizioni normali è dimero):
ICl  +  Cl2  →  ½ (ICl3)2     [I2Cl6]
Verso i tipici acidi di Lewis si comporta da base: con il tricloruro di alluminio dà vari l'addotti coesistenti, tra cui ICl•AlCl3; se la reazione viene condotta in presenza di triioduro di fosforo, si forma il sale isolabile [PI4]+[AlCl4]-:
ICl  +  PI3  +  AlCl3  →  [PI4]+[AlCl4]-
Il cloruro di iodio può comportarsi da acido di Lewis e, con ioni Cl - ad esempio, forma lo ione complesso ICl2-:
ICl  +  Cl -  →  ICl2-
Questo ione è isoelettronico di valenza con il triioduro I3- e, come quet'ultimo, ha struttura lineare (simmetria D∞h); può essere isolato più facilmente in associazione a cationi grandi, come ad esempio CsICl2; di quest'ultimo, simile a CsIBr2, è nota la struttura cristallina, ed anche quella del sale di tetrametilammonio [Me4N]+[ICl2]-.
Il cloruro di iodio, attraverso questi suoi sali complessi è usato efficacemente come reattivo per iodurazioni di anelli aromatici senza uso di solvente e senza bisogno dei normali catalizzatori delle sostituzioni elettrofile aromatiche:
Ar-H  +  [Me4N]+[ICl2]-  →  Ar-I  +  [Me4N]+[Cl]-  +  HCl
Il cloruro di iodio si addiziona ad alcheni fornendo cloroiodoalcani; nel caso che una posizione dell'incipiente carbocatione sia favorita rispetto all'altra, allora si osserva selettività sui prodotti e l'alogeno più elettronegativo, qui il cloro, va sul carbonio più sostituito, in accordo alla regola di Markovnilov:
R-CH=CH2  +  I-Cl  →  RCHCl-CH2I
In alcune di queste reazioni di addizione ad alcheni disattivati per coniugazione con gruppi carbonilici il cloruro di bromo risulta più reattivo di ICl.
Le proprietà di ICl come acido di Lewis, insieme a quelle di I2, Br2, IBr ed altri interalogeni sono studiate nell'ambito del modello ECW; come questi alogeni e interalogeni, ICl forma addotti e complessi a trasferimento di carica con molte specie donatrici.

## Sintesi
Il cloruro di iodio viene prodotto facendo reagire iodio (I2) e cloro (Cl2):
I2 + Cl2 →  2 ICl
Si forma anche durante la titolazione di Andrews-Jamieson, secondo la reazione:
IO3− + 6 H+ + Cl− → ICl + 3 H2O